# Cytisus tribracteolatus
Cytisus tribracteolatus es un arbusto de la familia de las fabáceas. Es originaria de España donde se encuentra en el Parque de los Alcornocales. 

## Descripción
Es un arbusto perennifolio no trepador.

## Taxonomía
Cytisus tribracteolatus fue descrita por Philip Barker Webb  y publicado en Otia Hispanica 8, pl. 3. 1839.
Etimología
Cytisus: nombre genérico que deriva de la palabra griaga: kutisus, un nombre griego de dos leguminosas, que verosímilmente son una alfafa Medicago arborea L. y un codeso Laburnum anagyroides Medik.
tribracteolatus: epíteto latíno que significa "con tres bracteolas"
Sinonimia
- Genista tribracteolata (Webb) Pau	[4]